# Babka włoska
Babka włoska (Padogobius nigricans) – gatunek słodkowodnej ryby z rodziny babkowatych (Gobiidae), występujący jedynie w wodach środkowych Włoch.

## Występowanie
Gatunek jest obecny w środkowych Włoszech, w dorzeczach kilku rzek w zlewni Morza Tyrreńskiego: Arno, Serchio, Sieve i Tybru. Podawany był także z dwóch jezior. Niegdyś był stosunkowy liczny, obecnie bardzo rzadki, z niektórych dorzeczy zniknął całkowicie. Wymarł w dorzeczach Ombrone, Amaseno i Mignone. Szacowany obszar występowania zajmuje nie więcej niż 2000 km². Zasiedla głównie małe i średniej wielkości rzeki, z szybko płynącą wodą o umiarkowanym przepływie. Żyje przy brzegu, w czystej i płytkiej wodzie, z gęstą roślinnością, blisko piaszczystego, żwirowego lub kamienistego dna (przydenny tryb życia jest właściwy dla całego podrzędu babkowców).

## Morfologia
Osiąga 12,5 cm długości (samice 7 cm). Szare, żółtawe do czerwonobrązowego ciało jest wydłużone i smukłe, ze stosunkowo długą, ciemnomarmurkowatą głową (około ¼ całkowitej długości). Oczy ma zwrócone skośnie ku górze głowy. Wzdłuż linii bocznej jest 40–45 łusek. Pyszczek charakteryzuje się tępym zakończeniem, z grubymi wargami i z lekko wysuniętą żuchwą. Otwór gębowy jest wąski, nie dochodzący do przedniej krawędzi oka. Kręgosłup tworzy 29–30 kręgów. Ma dwie płetwy grzbietowe, pierwsza rozpostarta na 6 promieniach twardych, druga na jednym twardym i 12–13 (11–12) miękkich. Trzon ogona jest długi i wysoki, przed nim płetwa ogonowa z jednym kolcem i 6–8 promieniami miękkimi.

## Odżywianie i rozród
Żywi się małymi, dennymi bezkręgowcami. Dojrzewa płciowo po pierwszym roku życia. W okresie godowym wykazuje terytorializm. Tarło odbywa od końca kwietnia do lipca, w zależności od temperatury wody. Ciało samca w tym czasie przyjmuje ciemniejszy kolor, a na tylnej części jego pierwszej płetwy grzbietowej tworzy się plama. Samica składa lepkie jaja zazwyczaj pod dużym kamieniem (także pod muszlami lub w gęstej roślinności), w gnieździe przygotowanym przez samca, który opiekuje nim się aż do wylęgu potomstwa. W okresie godowym samce mogą wydawać dźwięki, mające przede wszystkim za zadanie zwabienie samicy do gniazda. Emitują dźwięk prosty o sinusoidalnym przebiegu, ze średnią częstotliwością około 80 Hz i średnim czasie trwania około 330 ms. Sygnał jest tym intensywniejszy, im bliżej samca znajduje się samica, osiągając najwyższe wartości, gdy ta jest u wejścia do komory gniazdowej.

## Zagrożenia i ochrona
IUCN uznaje go za gatunek narażony na wyginięcie (VU) nieprzerwanie od 1990. Ponownej oceny poziomu zagrożenia dokonywano w 1994, 1996 i 2006. Trend populacji malejący. Do głównych zagrożeń zalicza się wypieranie gatunku przez introdukowany do włoskich rzek Padogobius bonelli. Negatywny wpływ ma również niszczenie siedlisk, intensywny pobór wody z rzek, wzrost jej temperatury i zanieczyszczenia. Gatunek jest wymieniony w załączniku II do Dyrektywy Rady 92/43/EWG z dnia 21 maja 1992 r. w sprawie ochrony siedlisk przyrodniczych oraz dzikiej fauny i flory jako ważny dla Wspólnoty, którego ochrona wymaga wyznaczenia specjalnych obszarów ochrony, a także w załączniku III do konwencji berneńskiej.